# Aconitum cymbulatum
Aconitum cymbulatum là một loài thực vật có hoa trong họ Mao lương. Loài này được (Schmalh.) Lipsky mô tả khoa học đầu tiên năm 1899.